# レアンドロ・ソモサ
レアンドロ・ダニエル・ソモサ（Leandro Daniel Somoza, 1981年1月26日 - ）は、アルゼンチン・ブエノスアイレス出身の元同国代表サッカー選手、サッカー指導者。現役時代のポジションは守備的ミッドフィールダー。

## 経歴

### クラブ
2001年にCAベレス・サルスフィエルドからデビューし、2005クラウスーラでは優勝したチームで鍵となる選手のひとりであった。
2006年夏、フアン・ロマン・リケルメ、ゴンサロ・ロドリゲス、ロドルフォ・アルアバレーナ、ファブリシオ・フエンテス、マリアーノ・バルボサなど多数のアルゼンチン人選手が所属するスペイン・リーガ・エスパニョーラのビジャレアルCFと5年契約を交わした。2006-07シーズン開幕戦のレアル・マドリード戦では4-3-1-2フォーメーションの中盤の底として先発出場したが、アレッシオ・タッキナルディやマルコス・セナからポジションを奪えず、リーグ戦は24試合の出場（先発出場は11試合）に終わった。
マヌエル・ペジェグリーニ監督の構想外となったため、2007年8月14日、エクトル・クーペル監督が獲得を熱望したレアル・ベティスへのレンタル移籍が発表され、8月16日のレアル・サラゴサとのプレシーズンマッチでデビューした。8月26日のレクレアティーボ・ウェルバ戦で公式戦デビューしたが、2007-08シーズンは控えとして14試合の出場にとどまった。
2008年夏、ビジャレアルに移籍したダミアン・エスクデロとのトレードという形で古巣CAベレス・サルスフィエルドに完全移籍した。2008アペルトゥーラ終盤に負傷し、2009クラウスーラでは1試合も出場できなかったが、チームはリーグ優勝を果たした。2009アペルトゥーラ第9節のCAラヌース戦で、負傷から復帰して以来初の得点を決めた。
2011年1月14日、ボカ・ジュニアーズと契約した。2013-14シーズンはCAラヌースでプレーし、コパ・スダメリカーナ2013の全10試合に出場し同大会を制した。2015年1月、マリアーノ・パボーネと共にベレスに復帰した。
2016年末を以てベレスを退団しフリーとなる。翌年7月26日にプリメーラB・ナシオナルのCAアルドシビに加入することが発表された。

### 代表
2006年、2006 FIFAワールドカップ後に就任したアルフィオ・バシーレ監督によってアルゼンチン代表に招集され、ロンドンのエミレーツ・スタジアムで行われたブラジルとの親善試合でデビューした。CAベレス・サルスフィエルドに復帰していた2008年、バシーレ監督によってチリ戦のために再び招集されたが、この試合では出場機会はなかった。

## タイトル
ベレス
- プリメーラ・ディビシオン : 2005クラウスーラ, 2009クラウスーラ

ボカ・ジュニアーズ
- プリメーラ・ディビシオン : 2011アペルトゥーラ
- コパ・アルヘンティーナ : 2011-12

ラヌース
- コパ・スダメリカーナ : 2013

アルドシビ
- プリメーラB・ナシオナル : 2017-18